# Georges Fillioud
Georges Fillioud, né le 7 juillet 1929 à Lyon 4e (Rhône) et mort le 15 septembre 2011 à Boulogne-Billancourt,, est un journaliste et homme politique français.

## Biographie

### Journaliste engagé
Georges Fillioud commence sa carrière de journaliste à Europe 1, de 1956 à 1966, où il est par la suite interdit d'antenne pour avoir signé un manifeste pour l'union des gauches.

### Vie politique
Georges Fillioud rejoint ensuite la Convention des institutions républicaines (CIR) de François Mitterrand. Il est élu député FGDS de la Drôme en 1967, puis réélu en 1973, 1978 et 1981 sous l'étiquette du PS. Après le congrès d'Épinay de 1971, il est chargé de la communication du PS. Il est le chef du service de presse du candidat unique de la gauche à l'élection présidentielle de 1974.
Il est ministre de la Communication du 21 mai 1981 au 22 mars 1983 dans les deux premiers gouvernements Mauroy, puis secrétaire d'État auprès du Premier ministre, chargé des techniques de communication du 22 mars 1983 au 12 mars 1986, dans le troisième gouvernement Mauroy et dans le gouvernement de Laurent Fabius. En 1982, Georges Fillioud présente une loi déclarant que la « communication audiovisuelle est libre ». Celle-ci légalise les radios locales privées et donne naissance à la Haute Autorité de la communication audiovisuelle. Il participe également à la création de Canal+ et de M6.
Il est conseiller général de la Drôme de 1970 à 1982, maire de Romans-sur-Isère de 1977 à 1983 et conseiller d'État. Il a été membre du conseil de surveillance de La Sept. Il est nommé en 1990 président de l'Institut national de l'audiovisuel (INA) ; atteint par la limité d'âge, il quitte ses fonctions en 1994. De 1993 à 1996, il est membre du conseil d'administration de l'AFP en qualité de représentant du service national de la radiodiffusion-télévision française. De 1999 à 2002, il est président de l'assemblée générale d'Arte.

### Vie privée
Georges Fillioud épouse l'actrice Danièle Évenou le 14 septembre 1996.

## Détail des fonctions et des mandats
Mandats locaux
- 1977 - 1983 : maire de Romans-sur-Isère
- 1970 - 1973 : conseiller général du canton de Romans-sur-Isère
- 1973 - 1982 : conseiller général du canton de Romans-sur-Isère-1

Mandats parlementaires
- 12 mars 1967 - 30 mai 1968 : député de la 3e circonscription de la Drôme
- 11 mars 1973 - 2 avril 1978 : député de la 3e circonscription de la Drôme
- 19 mars 1978 - 22 mai 1981 : député de la 3e circonscription de la Drôme
- 21 juin 1981 - 24 juillet 1981 : député de la 3e circonscription de la Drôme

Fonctions ministérielles
- Chargé de la communication dans les gouvernements de Pierre Mauroy et Laurent Fabius (sous le premier septennat de François Mitterrand) de 1981 à 1986 :
  - 21 mai 1981 - 22 mars 1983 : ministre de la Communication
  - 22 mars 1983 - 12 mars 1986 : secrétaire d'État auprès du Premier ministre, chargé des techniques de la communication

## Publications
- Mémoires des deux rives : Entre médias et pouvoir, Éditions du Moment, 2008  (ISBN 978-2-35417-017-2)
- Rendez-vous à Saint-Michel, L'Archipel, 2003  (ISBN 978-2-84187-513-9)
- La Mort d'un chien, François Bourin, 1988  (ISBN 2-87686-007-4)